# Чаирдере
Чаирдере е река в Южна България – Област Смолян, община Девин, дясна съставяща на река Въча. Дължината ѝ е 21 km. Отводнява югозападните части на рида Мурсалица в Западните Родопи.
Река Чаирдере извира на 1919 m н.в. на българо-гръцката граница в северното подножие на връх Делибоска (Средния връх, 1950 m). Тече в северозападна посока в дълбока и гъсто залесена долина, като отводнява югозападните части на рида Мурсалица в Западните Родопи. При село Тешел (единственото селище по течението ѝ), на 847 m н.в. се съединява с идващата отляво Буйновска река, двете заедно дават началото на същинската река Въча.
Река Чаирдере има два основни притока: Триградска река (ляв) и Мугленска река (Тенесдере, десен, най-голям).
Реката е с дъждовно-снежно подхранване, като максимумът е в периода май-юни, а минимумът – септември. В устието ѝ водите ѝ са включени във ВЕЦ „Тешел" за производство на електроенергия.
По течението на левия ѝ приток Триградска река се намира уникалното Триградско ждрело с Триградските скали и пещерата „Дяволско гърло".

## Топографска карта
- Лист от карта K-35-85. Мащаб: 1 : 100 000.